# Anthony Miller
Anthony Miller (Benton Harbor, Míchigan, 27 de octubre de 1971) es un exjugador de baloncesto estadounidense que disputó ocho temporadas en la NBA, transcurriendo el resto de su carrera en ligas menores de su país, y en ocho países diferentes de todo el mundo. Con 2,00 metros de estatura, jugaba en la posición de pívot.

## Trayectoria deportiva

### Universidad
Jugó tres temporadas con los Spartans de la Universidad Estatal de Míchigan, en las que promedió 9,0 puntos y 6,5 rebotes por partido.

### Profesional
Fue elegido en la trigésimo novena posición del Draft de la NBA de 1994 por Golden State Warriors, pero el mismo día de la elección fue traspasado a Los Angeles Lakers a cambio de una segunda ronda condicionada del draft del 95.
En su primera temporada en el equipo californiano, actuando como suplente de Elden Campbell, promedió 4,1 puntos y 3,3 rebotes por partido. La temporada siguiente contó con muchas menos oportunidades de juego, apareciendo únicamente en 27 partidos en los que promedió 1,3 puntos en menos de 5 minutos de juego en cada uno.
Al comienzo de la temporada 1996-97 firmó con los Seattle SuperSonics, pero fue cortado antes del comienzo de la competición, fichando entonces con los Atlanta Hawks, pero únicamente disputó un partido, en el que no llegó a anotar.
Fichó entonces por los Florida Beach Dogs de la CBA, hasta que en enero de 1997 se marchó a jugar al Olimpia Basket Pistoia de la liga italiana, con los que disputó 10 partidos, en los que promedió 14,7 puntos y 8,1 rebotes.
Regresó a los Beach Dogs, y en septiembre de 1997 volvió a firmar con los Atlanta Hawks, disputando en esta ocasión 37 partidos, en los que promedió 2,1 puntos y 1,9 rebotes. Tras esa segunda experiencia en Atlanta se marchó a jugar al AE Apollon Patras griego, hasta que en enero de 1999 fichó por los Houston Rockets un contrato no garantizado, disputando 29 partidos como suplente de Charles Barkley, en los que promedió 2,4 puntos y 2,3 rebotes.
Tras no ser renovado, probó en los prolegómenos de la temporada 1999-00 con los Dallas Mavericks y con los Minnesota Timberwolves, pero acabó firmando de nuevo con los Rockets, con los que disputó 35 partidos, 14 de los mismos como titular, promediando 3,7 puntos y 4,7 rebotes. En marzo de 2001 ficha por Philadelphia 76ers, pero nuevamente apenas jugó dos minutos de un partido, en el que no consiguió anotar.
Al quedarse libre al año siguiente fichó de nuevo por Atlanta Hawks, pero fue despedido tras disputar tan sólo dos partidos. Un mes después, en diciembre, regresó a los Rockets, pero apenas jugó tres minutos de un único partido.
A partir de ese momento su carrera se desarrolló en ligas menores de su país, así como en diferentes países de Asia, Europa y América, retirándose en 2010 tras jugar una temporada en los Dallas Generals`de la ABA.

## Estadísticas de su carrera en la NBA

### Temporada regular
| Temporada | Edad | Equipo             | Liga | Pos. | P   | TIT | MIN  | TC  | TCA | %TC  | 3P  | 3PA | %3P  | 2P  | 2PA | %2P  | TL  | TLA | %TL  | R.OF. | R.DEF. | REB | ASIS | ROB | TAP | PER | FP  | PTS |
| 1994-95   | 23   | Los Angeles Lakers | NBA  | PF   | 46  | 1   | 11.5 | 1.5 | 2.9 | .530 | 0.0 | 0.1 | .400 | 1.5 | 2.8 | .535 | 1.0 | 1.7 | .618 | 1.5   | 1.8    | 3.3 | 0.8  | 0.4 | 0.2 | 0.8 | 1.7 | 4.1 |
| 1995-96   | 24   | Los Angeles Lakers | NBA  | PF   | 27  | 0   | 4.6  | 0.6 | 1.3 | .429 | 0.0 | 0.1 | .000 | 0.6 | 1.2 | .455 | 0.2 | 0.4 | .600 | 0.4   | 0.5    | 0.9 | 0.1  | 0.1 | 0.0 | 0.3 | 0.7 | 1.3 |
| 1996-97   | 25   | Atlanta Hawks      | NBA  | PF   | 1   | 0   | 14.0 | 0.0 | 5.0 | .000 | 0.0 | 0.0 |      | 0.0 | 5.0 | .000 | 0.0 | 0.0 |      | 2.0   | 5.0    | 7.0 | 0.0  | 0.0 | 0.0 | 0.0 | 2.0 | 0.0 |
| 1997-98   | 26   | Atlanta Hawks      | NBA  | PF   | 37  | 0   | 6.2  | 0.8 | 1.4 | .558 | 0.0 | 0.0 |      | 0.8 | 1.4 | .558 | 0.6 | 1.1 | .538 | 0.8   | 1.1    | 1.9 | 0.1  | 0.4 | 0.1 | 0.4 | 1.1 | 2.1 |
| 1998-99   | 27   | Houston Rockets    | NBA  | PF   | 29  | 0   | 8.6  | 1.0 | 2.1 | .467 | 0.0 | 0.0 | .000 | 1.0 | 2.0 | .475 | 0.5 | 0.8 | .636 | 0.9   | 1.4    | 2.3 | 0.2  | 0.2 | 0.2 | 0.3 | 1.2 | 2.4 |
| 1999-00   | 28   | Houston Rockets    | NBA  | PF   | 35  | 14  | 13.6 | 1.5 | 2.8 | .536 | 0.0 | 0.0 |      | 1.5 | 2.8 | .536 | 0.7 | 1.5 | .510 | 1.4   | 3.3    | 4.7 | 0.5  | 0.3 | 0.3 | 0.5 | 1.9 | 3.7 |
| 2000-01   | 29   | TOTAL              | NBA  | PF   | 4   | 0   | 2.8  | 0.3 | 0.5 | .500 | 0.0 | 0.0 |      | 0.3 | 0.5 | .500 | 0.0 | 0.0 |      | 0.0   | 0.5    | 0.5 | 0.0  | 0.0 | 0.0 | 0.3 | 0.3 | 0.5 |
| 2000-01   | 29   | Atlanta Hawks      | NBA  | PF   | 2   | 0   | 3.0  | 0.5 | 1.0 | .500 | 0.0 | 0.0 |      | 0.5 | 1.0 | .500 | 0.0 | 0.0 |      | 0.0   | 1.0    | 1.0 | 0.0  | 0.0 | 0.0 | 0.5 | 0.0 | 1.0 |
| 2000-01   | 29   | Houston Rockets    | NBA  | PF   | 1   | 0   | 3.0  | 0.0 | 0.0 |      | 0.0 | 0.0 |      | 0.0 | 0.0 |      | 0.0 | 0.0 |      | 0.0   | 0.0    | 0.0 | 0.0  | 0.0 | 0.0 | 0.0 | 1.0 | 0.0 |
| 2000-01   | 29   | Philadelphia 76ers | NBA  | PF   | 1   | 0   | 2.0  | 0.0 | 0.0 |      | 0.0 | 0.0 |      | 0.0 | 0.0 |      | 0.0 | 0.0 |      | 0.0   | 0.0    | 0.0 | 0.0  | 0.0 | 0.0 | 0.0 | 0.0 | 0.0 |
| 2004-05   | 33   | Atlanta Hawks      | NBA  | PF   | 2   | 0   | 4.5  | 1.0 | 1.5 | .667 | 0.0 | 0.0 |      | 1.0 | 1.5 | .667 | 0.0 | 0.0 |      | 0.0   | 0.5    | 0.5 | 0.5  | 0.5 | 0.0 | 0.5 | 1.0 | 2.0 |
| Total     |      |                    | NBA  |      | 181 | 15  | 9.0  | 1.1 | 2.1 | .510 | 0.0 | 0.0 | .250 | 1.1 | 2.1 | .516 | 0.6 | 1.1 | .576 | 1.0   | 1.7    | 2.7 | 0.4  | 0.3 | 0.1 | 0.5 | 1.3 | 2.8 |

### Playoffs
| Temporada | Edad | Equipo             | Liga | Pos. | P | TIT | MIN | TC  | TCA | %TC  | 3P  | 3PA | %3P | 2P  | 2PA | %2P  | TL  | TLA | %TL   | R.OF. | R.DEF. | REB | ASIS | ROB | TAP | PER | FP  | PTS |
| 1994-95   | 23   | Los Angeles Lakers | NBA  | PF   | 4 | 0   | 3.8 | 0.0 | 0.5 | .000 | 0.0 | 0.0 |     | 0.0 | 0.5 | .000 | 0.0 | 0.0 |       | 0.5   | 1.0    | 1.5 | 0.3  | 0.3 | 0.0 | 0.3 | 0.5 | 0.0 |
| 1997-98   | 26   | Atlanta Hawks      | NBA  | PF   | 4 | 0   | 8.3 | 0.8 | 2.0 | .375 | 0.0 | 0.0 |     | 0.8 | 2.0 | .375 | 0.5 | 0.5 | 1.000 | 1.3   | 1.0    | 2.3 | 0.3  | 0.5 | 0.3 | 0.8 | 1.3 | 2.0 |
| Total     |      |                    | NBA  |      | 8 | 0   | 6.0 | 0.4 | 1.3 | .300 | 0.0 | 0.0 |     | 0.4 | 1.3 | .300 | 0.3 | 0.3 | 1.000 | 0.9   | 1.0    | 1.9 | 0.3  | 0.4 | 0.1 | 0.5 | 0.9 | 1.0 |